# 吉林自衛軍
吉林自衛軍（きつりんじえいぐん）は1932年、日本軍の中国東北部への侵攻から地元中国人を守るために旧東北軍将兵を中心として結成された抗日義勇軍の一つである。

## 概要
満洲事変勃発後、張学良は東北軍に不抵抗を指示し、吉林省主席代理の熙洽は関東軍に恭順の意を示し、9月に吉林省臨時政府が成立する。しかし、吉林省主席・張作相はそれを良しとせず、馮占海 を4個旅からなる吉林省警備軍の司令に命じ、10月12日には張学良とともに元吉林省府委員の誠允に黒竜江省の賓県にて吉林省臨時抗日政府の設立を指示。
11月12日、誠允を主席代理とする吉林省臨時抗日政府が正式に成立し、李振声が吉林辺防軍副司令，丁超が護路軍総司令代理となり、馮占海の吉林省警備軍もこれに加わった。さらに馮占海と丁超は、李杜、興湛慶、趙毅ら東北軍将兵とともに1932年1月31日、ハルビン市の陥落と占領を防ぐために吉林自衛軍を組織した。これにより、全軍が統一指揮下に入った。さらに民間人より義勇兵を募り、ハルビン市の防衛に参加させ、東北軍6個旅団で3万人の兵力となった。
- 吉林自衛軍 - 李杜（中国語版）総司令
- 前敵総指揮-王之佑
- 参謀長 - 楊耀軍

- 中東鉄道防衛軍総司令 - 丁超
- 第28旅 - 丁超
- 第22旅 - 趙毅
- 第25旅 - 馬向璋
- 第26旅 - 宋文軍
- 第29旅 - 王瑞華

- 臨時第1旅 - 馮占海
- 第1騎兵旅 - 宮長海
- 第2騎兵旅 - 姚殿臣
- 山林遊撃軍 - 宋西曾

吉林省剿匪司令于琛澂を撃退しハルビンの防衛は当初成功したが、1月28日、関東軍司令官・本庄繁は長谷部照俉率いる第3旅団、翌29日には多門二郎率いる2師団を派遣したため、自衛軍はハルビンから追い出された。
丁超の敗走する吉林自衛軍はハルビンから撤退し、松花江を下って北東に進軍し、李杜将軍の松花江下流守備隊に合流した。その後も抵抗を続け、ハルビンとソ連国境を結ぶ中国中東鉄道の東部区間沿いの町を占領した。
馮占海ら吉林省警備軍は、ハルピンから吉林省西部に撤退し、1932年6月、日本軍が15,000人と推定した大規模な独立義勇軍「東北忠勇軍」を創設した。